# Mike Schubert
Mike Schubert (Schwedt/Oder, 3 febbraio 1973) è un politico tedesco, sindaco di Potsdam dal 28 novembre 2018.